# Pere Roger de Mirapeis
Pere Roger de Mirapeis o Pere Roger de Miralpeix, (en occità Pèire Rotger de Mirapeis o Pèire Rogièr de Mirapeis) fill de Pere Roger de Mirapeis el vell (mort el 1209), fou senyor de Mirapeis, vassall del comtat de Foix i cavaller faïdit d'una família consagrada al catarisme.

## Biografia
Se li coneix un fill, Esquieu, nascut a Montségur de la seva esposa Filipa, la filla gran de Ramon de Perella, senyor de Montségur. Va ser el cap militar i cosenyor del castell de Montsegur durant el setge a la fortificació, a finals de la Croada Albigesa.
Fou desposseït de les seves terres arran del Tractat de Meaux, que foren atorgades al mariscal i lloctinent de Simó de Montfort Guy de Lévis el 1229; a partir d'aquest moment, és nomenat per la historiografia com un dels cavallers faïdits més actius. El 1234 es va instal·lar al castell de Montségur; guerrer experimentat, va remodelar l'estructura defensiva de la fortalesa i va organitzar la guarnició amb cavallers faidits i una cinquantena de soldats. El 28 de maig de 1242, al cap d'altres cavallers i sergents del castell alertats pel senescal de Ramon VII de Tolosa, Ramon d'Alfaro, d'una pernocta a Avinyonet d'un grup d'inquisidors presidits pel dominic Guillem Arnaut, van sortir de la fortalesa, van viatjar a la vila i els van assassinar mentre dormien, dins el context d'un intent de provocar una revolta de la població occitana contra l'ocupació de tropes franceses. Com a conseqüència, va tenir lloc a Besiers un gran concili catòlic on es va decidir destruir el castell, l'armada reial francesa reunida a la ciutat fortificada de Carcassona es va mobilitzar cap a Montsegur. El juny de 1243 els croats van assetjar el castell, del que era el comandant de la guarnició; després gairebé deu mesos, i sense rebre avituallament, el 2 de març de 1244 Pere Roger va iniciar la negociació de la capitulació amb el senescal del rei de França. Va obtenir el perdó de culpes passades per tots els assetjats al castell que abjuressin del catarisme i compareguessin davant el tribunal de la Inquisició pontifícia o, en cas contrari, serien duts a la foguera; es van concedir quinze dies de treva. Després de la foguera i la crema, el 16 de març de 1244, d'unes dues-centes persones procedents de la fortalesa, gairebé no apareix en la documentació.

## Nota
1. ↑  Episodi anomenat per la historiografia com «Massacre d'Avinhonet»